# Cwb (vinarnice)
cwb je kratica za "Croatian wine bottle" i oznaka za hrvatska vina koja se nalazi na etiketama vina. Generira ju stranica vinarnice.hr. Jednom se dodijeljena oznaka ne mijenja više čime je zamjenska oznaka za naziv vina. Oznakom se vina, odnosno njihove kartice, povezuju sa stranicama pripadajućih vinarija. Unutar sustav wineline je interna i služi za lakše snalaženje unutar sustava usluga. Pridruženi broj je jedinstven pa ga se može naći na internetskim tražilicama.  te tako pojednostavljuje pretragu za određeno vino. Vrlo je koristan na etiketama vina jer korisnicima lako omogućuje pristup informacijama.  Npr. cwb030901- cwb (croatian wine bottle); 0309 - ID vinarije partnera; 01 - redosljedni broj vina.